# Железнодорожный транспорт в Черногории

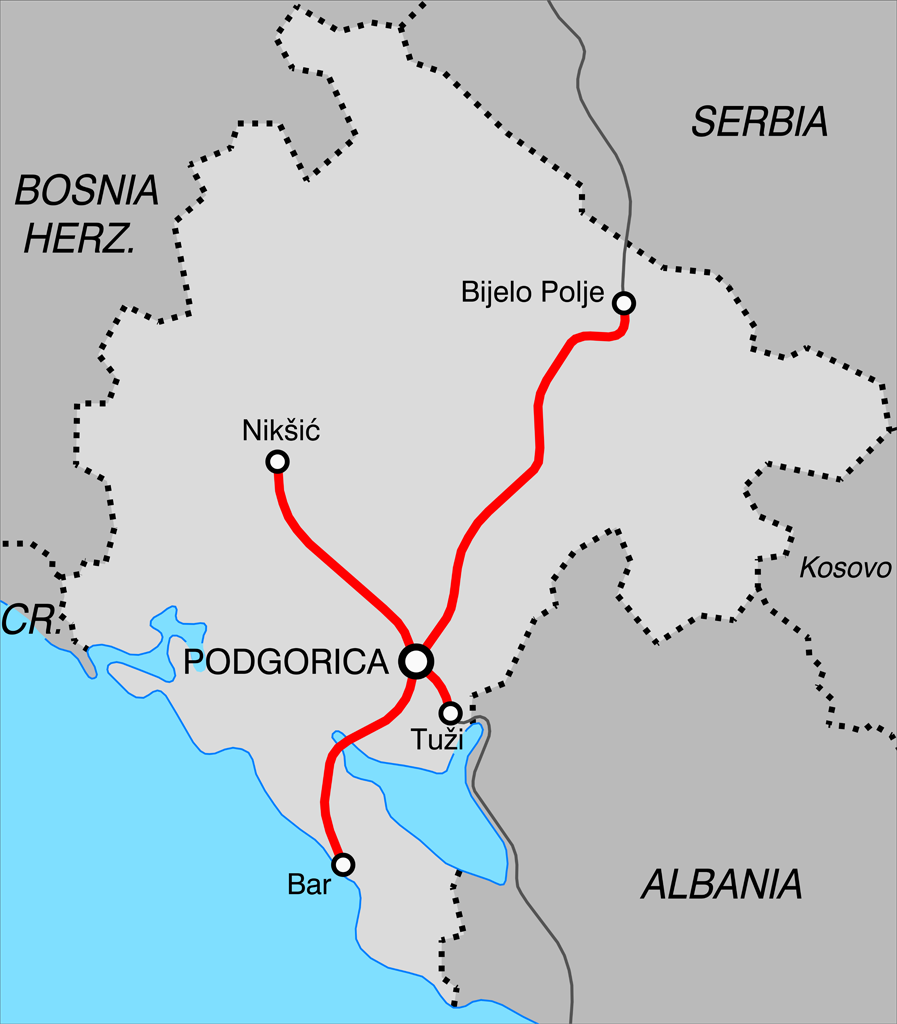
Map

Железнодорожный транспорт — один из видов транспорта Черногории. Общая протяжённость сети составляет 250 км (в том числе 225 км электрифицировано). Ширина колеи — стандартная (1435 мм). На сети железных дорог Черногории имеется 121 тоннель общей протяжённостью почти 58 км.
Основная линия идёт из Белграда (Сербия), через Биело-Поле и Подгорицу, в Бар (линия Белград — Бар). По этой линии осуществляется регулярное пассажирское сообщение. Действуют также грузовые ветки Подгорица — Никшич (пассажирское движение прекращено в 1992 году и по состоянию на 2013 год восстановлено) и Подгорица — Шкодер (Албания).
Железная дорога играет далеко не главную роль в транспортной системе Черногории и довольно слабо задействована в пассажирских перевозках.
Железные дороги Черногории управляются акционерным обществом Željeznički prevoz Crne Gore (ŽPCG).
В 1905 году черногорское правительство передало итальянской компании Compagnia di Antivari право на постройку и эксплуатацию железной дороги Бар — Вирпазар колеёй 750 мм длиной 9 км. 13 сентября 1908 года первый локомотив прошёл по дороге Бар — Вирпазар. В 1909 году завершено сооружение узкоколейной железнодорожной линии Бар — Вирпазар.